# روش لکه شمالی
روش لکه شمالی (به انگلیسی: Northern blot) تکنیکی است که در تحقیقات بیولوژی مولکولی به منظور مطالعه بیان ژن‌ها مورد استفاده قرار می‌گیرد. این بررسی بر پایه تشخیص RNA (یا mRNAی استخراج شده) از یک نمونه صورت می‌گیرد.
با استفاده از این تکنیک می‌توان با تعیین میزان بیان یک ژن خاص در شرایط مختلف (مثلاً در شرایط بیماری)، ساختار یا اعمال کنترل سلول را مورد بررسی قرار داد. نوردرن بلات شامل بکار بردن الکتروفورز به منظور جداسازی نمونه‌های RNA بر اساس اندازه و تشخیص RNAی مورد نظر با استفاده از اتصال یک پروب نشاندار به آن است. عبارت بلات شمالی (northern blot) به‌طور خاص به انتقال موئین RNA از ژل الکتروفورز به غشای بلات (blotting membrane) اشاره دارد. این روش در سال ۱۹۷۷ توسط جیمر آلوین، دیوید کمپ و جورج استارک در دانشگاه استنفورد توسعه یافت.
علت نامگذاری نوردرن بلات، شباهت این تکنیک به اولین تکنیک بلاتینگ بنام ساترن بلات بود. Southern blot توسط زیست‌شناسی بنام ادوارد ساترن به این نام خوانده شد. تفاوت اصلی این دو روش بلاتینگ در این است که در نوردرن بلات، بجای DNA، RNA مورد بررسی قرار می‌گیرد.

## روش کار
روش عمومی بلاتینگ۴، با استخراج کل محتوای RNA از سلول‌ها یا یک نمونه بافتی هموژنیزه آغاز می‌شود. سپس نمونه‌های RNA با استفاده از ژل الکتروفورز از یکدیگر جدا می‌شوند. از آنجایی که ژل شکننده است و پروب‌ها توانایی ورود به ماتریکس ژل را ندارند، نمونه‌های RNA که اکنون بر اساس اندازه از یکدیگر جدا شده‌اند، از طریق یک سیستم بلاتینگ تحت خلاء یا موئین، بر روی یک غشای نایلونی انتقال پیدا می‌کنند.
این غشای نایلونی دارای بار مثبت است و به‌طور کارآمد می‌تواند در نوردرن بلات مورد استفاده قرار گیرد. چرا که اسیدهای نوکلئیک واجد بار منفی هستند و تمایل بالایی برای اتصال به غشا دارند.
بافر انتقال دهنده (transfer buffer) که در بلاتینگ استفاده می‌شود معمولاً حاوی فرمامید (formamide) است. فرمامید باعث پایین آوردن دمای اتصال پروب – RNA می‌شود؛ بنابراین نیازی به افزایش دما که ممکن است باعث تخریب RNA شود، نیست.
هنگامی که RNA به غشا انتقال پیدا کرد، از طریق نور فرابنفش یا گرما با کاغذ اتصالات کووالانت پیدا کرده و تثبیت می‌شود. پس از این که پروب نشاندار شد، با RNA که اکنون بر روی غشا تثبیت شده‌است، هیبرید می‌شود. شرایط آزمایشگاهی از جمله قدرت یونی، ویسکوزیته، طول دوبلکس (duplex length)، جفت بازهای نادرست (mismatched base pairs) و ترکیب بازها می‌تواند بر روی کارایی و اختصاصیت هیبریداسیون تأثیر بگذارد.
غشا نیز باید به خوبی شسته شود تا پروب‌های اضافی از روی کاغذ حذف شوند و تنها پروب‌هایی که به صورت اختصاصی با RNAی مربوطه متصل شده‌اند باقی بمانند. سپس سیگنال‌های هیبرید (که نشان دهنده مناطق اتصال RNA و پروب هستند) توسط پراش اشعه ایکس تشخیص داده می‌شوند. سپس از دانسیتومتری (densitometry) جهت کمی سازی هیبریداسیون استفاده می‌گردد.

## موارد استفاده
نوردرن بلات امکان مشاهده الگوی بیان یک ژن خاص را در بین بافت‌ها، اندام‌ها، مراحل رشد مختلف، استرس محیط، عفونت‌های بیماری زا و همچنین در بخش درمان فراهم می‌کند. این تکنیک به منظور نشان دادن بیان بیش از اندازه انکوژن‌ها و کاهش ژن‌های مهار کننده تومور در سلول‌های سرطانی نسبت به سالم کاربرد دارد.
BlotBase یک پایگاه داده آنلاین است که نتایج نوردرن بلات را منتشر می‌کند. این پایگاه بیش از ۷۰۰ نسخه نوردرن بلات از نمونه‌های انسان و موش، در بیش از ۶۵۰ ژن و ۲۵ نوع مختلف بافت در خود جای داده‌است.

## مزایا و معایب
آنالیز بیان ژن می‌تواند توسط چندین روش دیگر از جمله RT-PCR، میکرواری و آنالیز سریالی بیان ژن (SAGE) نیز انجام شود. به‌طور معمول نتایج حاصل از روش میکرواری با داده‌های بدست آمده از نوردرن بلات سازگارتر است. با این وجود نوردرن بلات می‌تواند تغییرات کوچک در بیان ژن را در لحظه شناسایی کند در حالی که میکرواری این قابلیت را ندارد. مزیتی که میکرواری نسبت به نوردرن بلات دارد این است که در میکرواری می‌توان چندین هزار ژن را به صورت همزمان مورد بررسی قرار داد در حالی که در نوردرن بلات ما تنها یک یا تعداد کمی از ژن‌ها را بررسی می‌کنیم.
یکی از معایبی که نوردرن بلات دارد این هست که نمونه‌ها به علت وجود RNaseها تخریب می‌شوند. تخریب نمونه‌ها، هم به علت اندونوکلئازهای نمونه و هم به علت آلودگی‌های محیط رخ می‌دهد. با استفاده از دستکش‌های کاملاً استریل و افزودن مهارکننده‌های RNase همچون DEPC (diethylpyrocarbonate) می‌توان تا حدودی این شرایط را کنترل کرد۴. مواد شیمیایی که در تکنیک نوردرن بلات استفاده می‌شود می‌تواند برای محقق خطرآفرین باشد. فرمالدهید، مواد رادیواکتیو، اتیدیوم بروماید، DEPC و اشعه فرابنفش همگی از عواملی هستند که در صورت تماس زیاد زیان بار خواهند بود.
نوردرن بلات نسبت به تکنیک RT-PCR حساسیت کمتری دارد اما همچنان واجد اختصاصیت بالاست که این باعث می‌شود که آزمایش به اشتباه جواب مثبت ندهد (false positive results).
از مزایای این روش می‌توان به تشخیص اندازه RNA، مشاهده محصولات ویرایش متناوب (alternate splice products)، امکان استفاده از پروب با هومولوژی جزئی، کیفیت و کمیت RNA (که می‌توان آن را بر روی ژل و قبل از بلاتینگ اندازه‌گیری کرد) و نیز امکان نگهداری بلندمدت غشا (حتی می‌توان تا سال‌ها پس از بلاتینگ مجدداً آن را در معرض پروب قرار داد) اشاره کرد.